# Kasper Jørgensen (håndboldspiller, født 1977)
 For alternative betydninger, se Kasper Jørgensen. (Se også artikler, som begynder med Kasper Jørgensen)
Kasper Dan Jørgensen (født 9. februar 1977 i Gentofte) er en dansk tidligere håndboldspiller og håndboldtræner, der spillede for GOG. Før dette spillede han for Team Sydhavsøerne og før dette for GOG Svendborg i Håndboldligaen, men skiftede til Team Sydhavsøerne, da GOG Svendborg TGI gik konkurs.
Jørgensen blev spillende direktør i GOG 2010. I 2023 blev han en del af trænerstaben i klubben.
Jørgensen har tidligere optrådt på det danske håndboldlandshold, og har vundet VM med ungdomslandsholdet.